# 西林寺 (松山市)

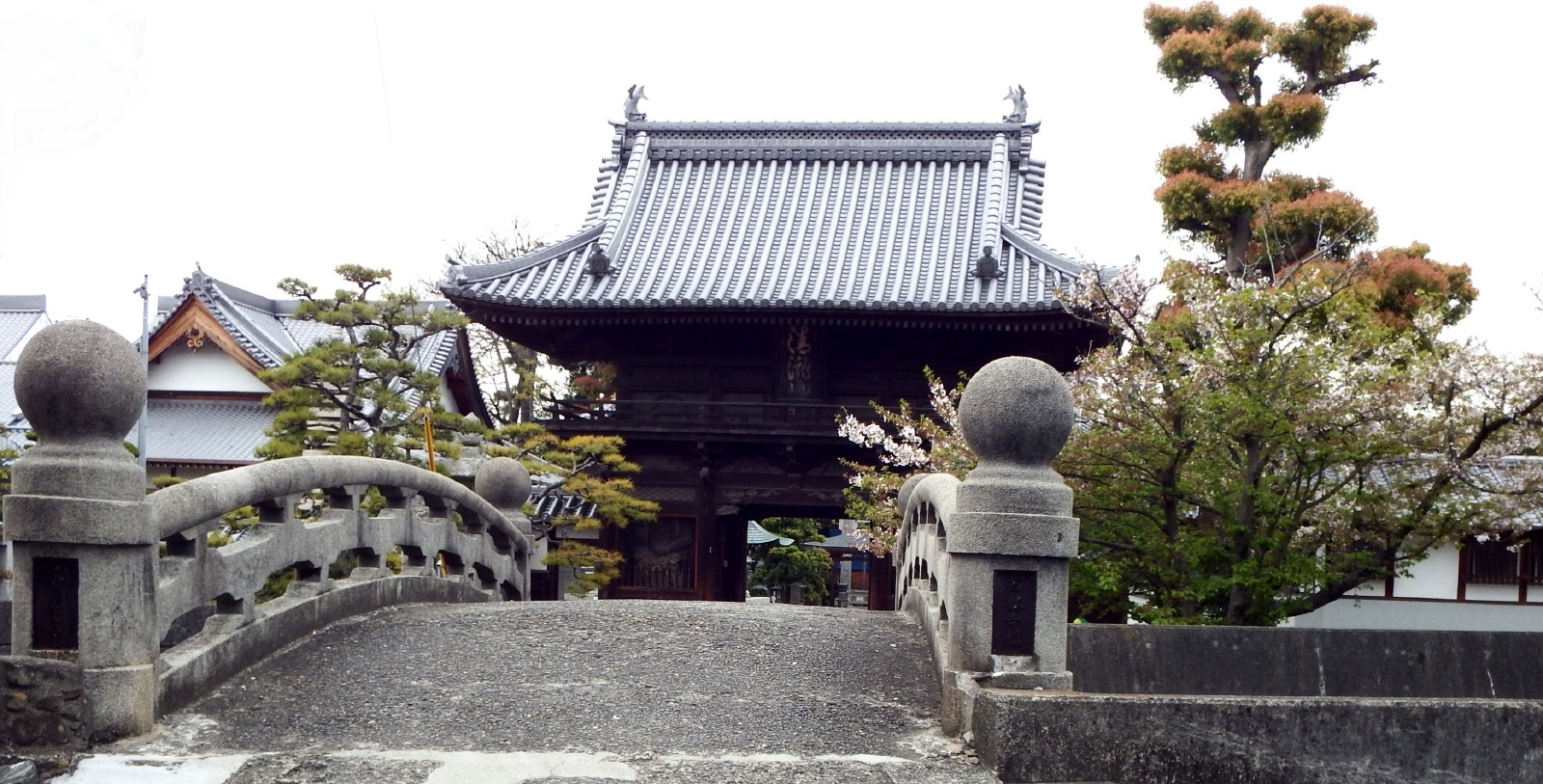
境内は河川より低い

西林寺（さいりんじ）は、愛媛県松山市高井にある真言宗豊山派の寺院。清滝山（せいりゅうざん）、安養院（あんよういん）と号す。本尊は十一面観世音菩薩。四国八十八箇所第四十八番札所、伊予十三仏霊場第8番札所。
- 本尊真言：おん まか きゃろにきゃ そわか
- ご詠歌：弥陀仏（みだぶつ）の世界を尋ね行きたくば　西の林の寺に詣（まい）れよ
- 納経印：当寺本尊、奥の院杖ノ淵大師、伊予十三仏観世音菩薩

## 概要
伊予の関所寺（別の寺が関所寺という説もあり）で、境内は周りより一段低い場所にあり、邪悪な者が踏み入れると無間地獄に落ちると考えられている。
寺伝によれば、現在地より北東約3 kmの小野播磨塚の辺りの「徳威の里」に、聖武天皇の勅願を受け、天平13年（741年）に行基が伊予国国司越智宿禰玉純と共に一宮別当として堂宇を建立、本尊の十一面観世音菩薩を刻んで開基したという。大同2年（807年）に空海（弘法大師）が巡錫の折、今の場所に寺を移されたと云われていて、日照りに苦しむ里人のため、奥の院になっている杖の渕の清水を湧出させたとも云われている。
17世紀末に火災で焼失したが、元禄13年（1700年）松平定直らによって一部再建、その後宝永4年（1707年）には中興の祖の覚栄法印が村民の雨乞い祈願を成就して松山藩に帰依され本堂と鐘楼堂が再興、さらに文化10年（1813年）に大師堂、天保14年（1843年）に仁王門が再建された。

## 境内
- 山門（仁王門）：入母屋造楼門
- 本堂：『本尊の力が強すぎるため後ろ向きに安置されている』と云われ裏からお参りする人もいたが現在は否定されており、『本尊の力が強すぎるため後ろからお参りしてもご利益がある』と云われた説が転じて前述の説になったと伝えられている。本尊は秘仏で、前立仏と脇仏の不動明王立像・毘沙門天立像は拝顔できる。
- 大師堂：現在は平成20年（2008年）に再建している[2]。大師像と両脇の興教行大師・専誉僧正は拝顔できる。
- 阿弥陀堂：本堂左にあった同堂と閻魔堂は取り壊され閻魔堂の跡に新しい阿弥陀堂が2018年新春開闢された。阿弥陀如来坐像像は修復され中央に鎮座し、閻魔像は向かって左に鎮座している。
- 遍照殿
- 孝行竹（親子竹）：親竹と子竹が離れないで生えていて、家庭円満の象徴。
- 弁財天池：小さい池ながら蓮の花が咲く。
- 鐘楼
- 福授地蔵菩薩：本坊の納経所の前にあり。一つだけ願いを叶えてくれるという。
- 句碑：正岡子規「秋風や高井のていれぎ三津の鯉」が仁王門の向かって左前にあり、岡田包「炎天を来しお遍路尓塩乞磐連」が大師堂の右方にある。

山門を入ると左に鐘楼、その奥に庫裏・納経所が右に手水場、茶堂がある。正面奥に本堂が建ち、その左に阿弥陀堂がある。本堂右に大師堂が、その右に閻魔堂がある。
- 宿坊：なし
- 駐車場：20台、大型2台。無料。

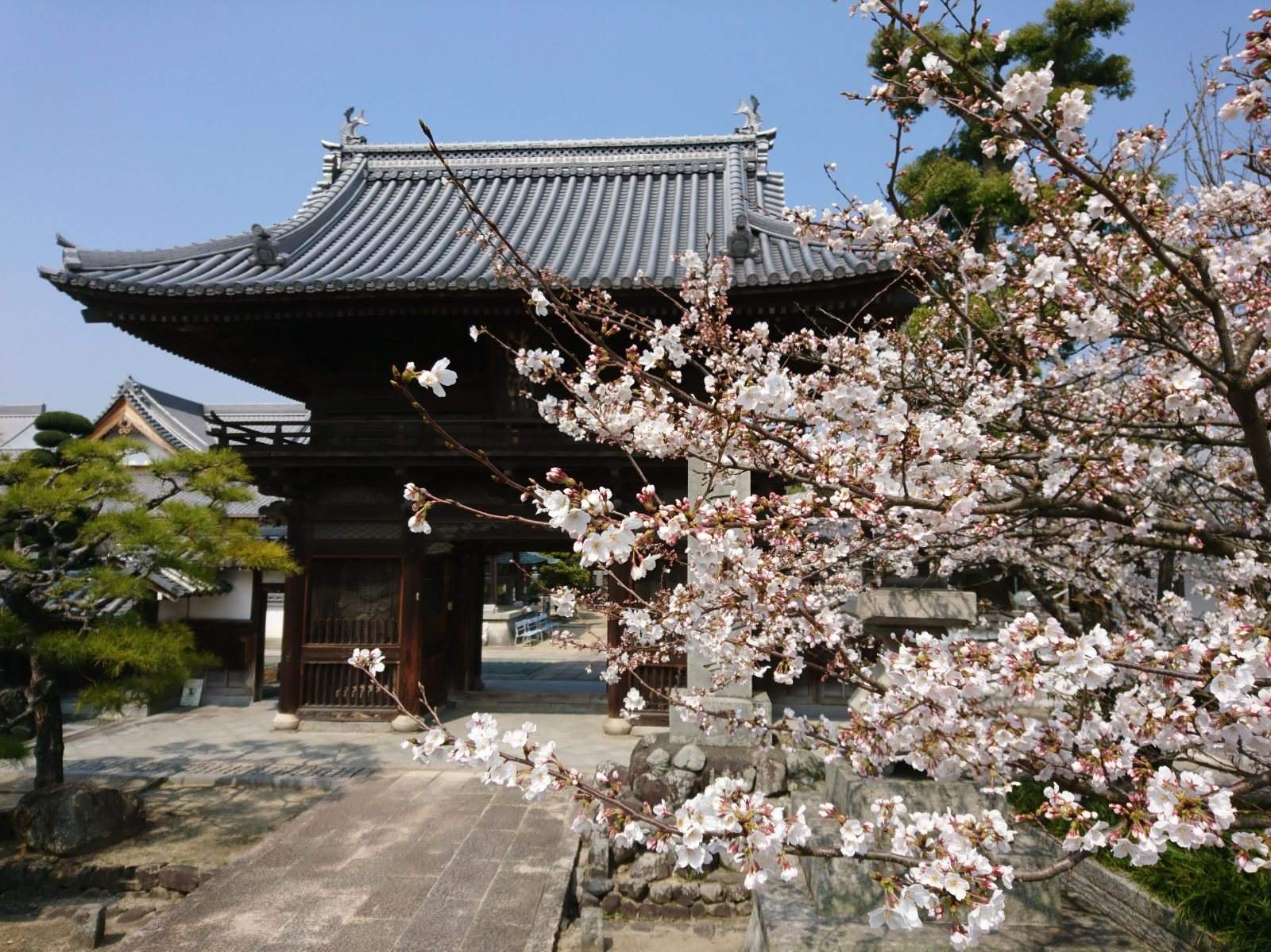
山門
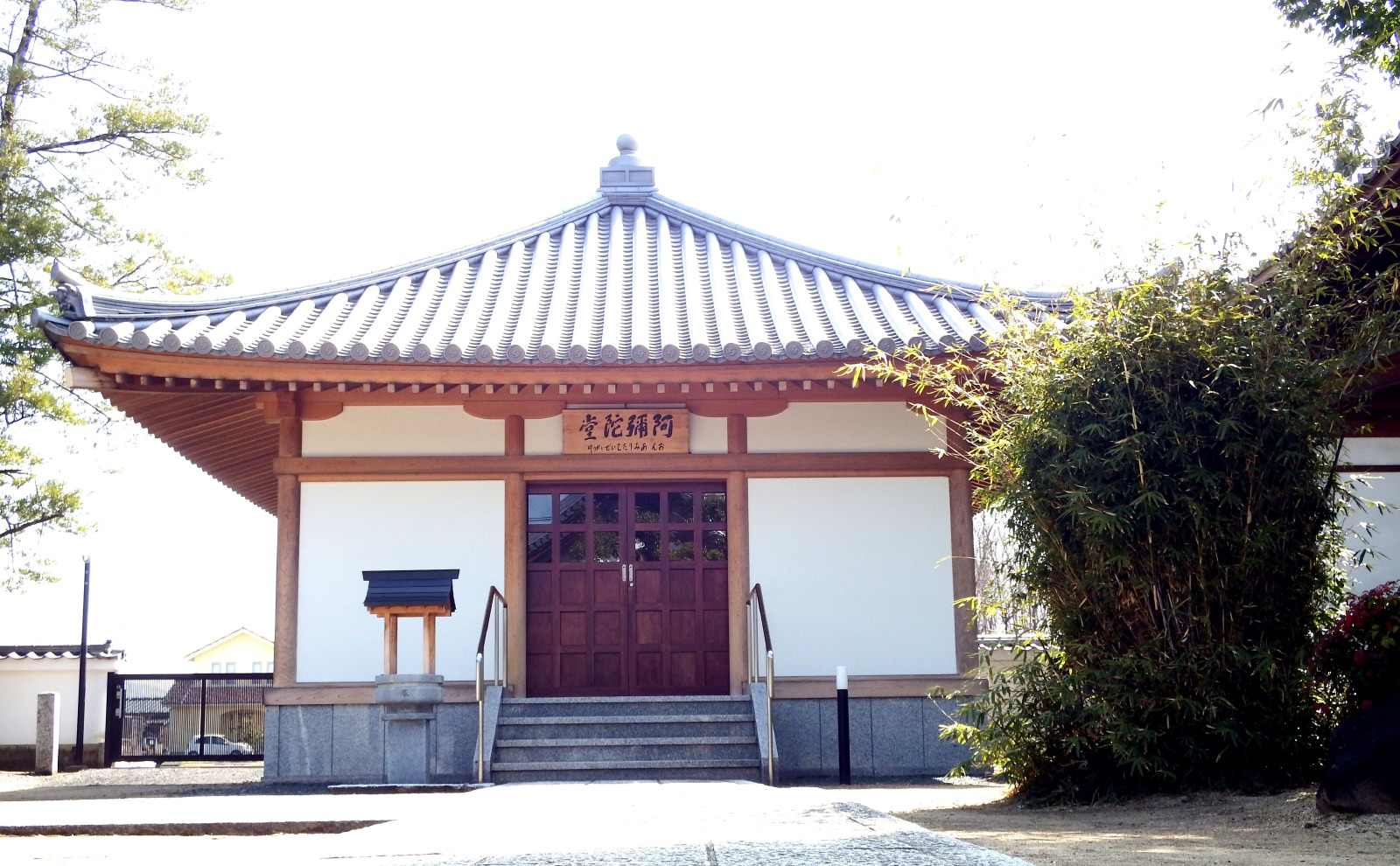
阿弥陀堂と孝行竹
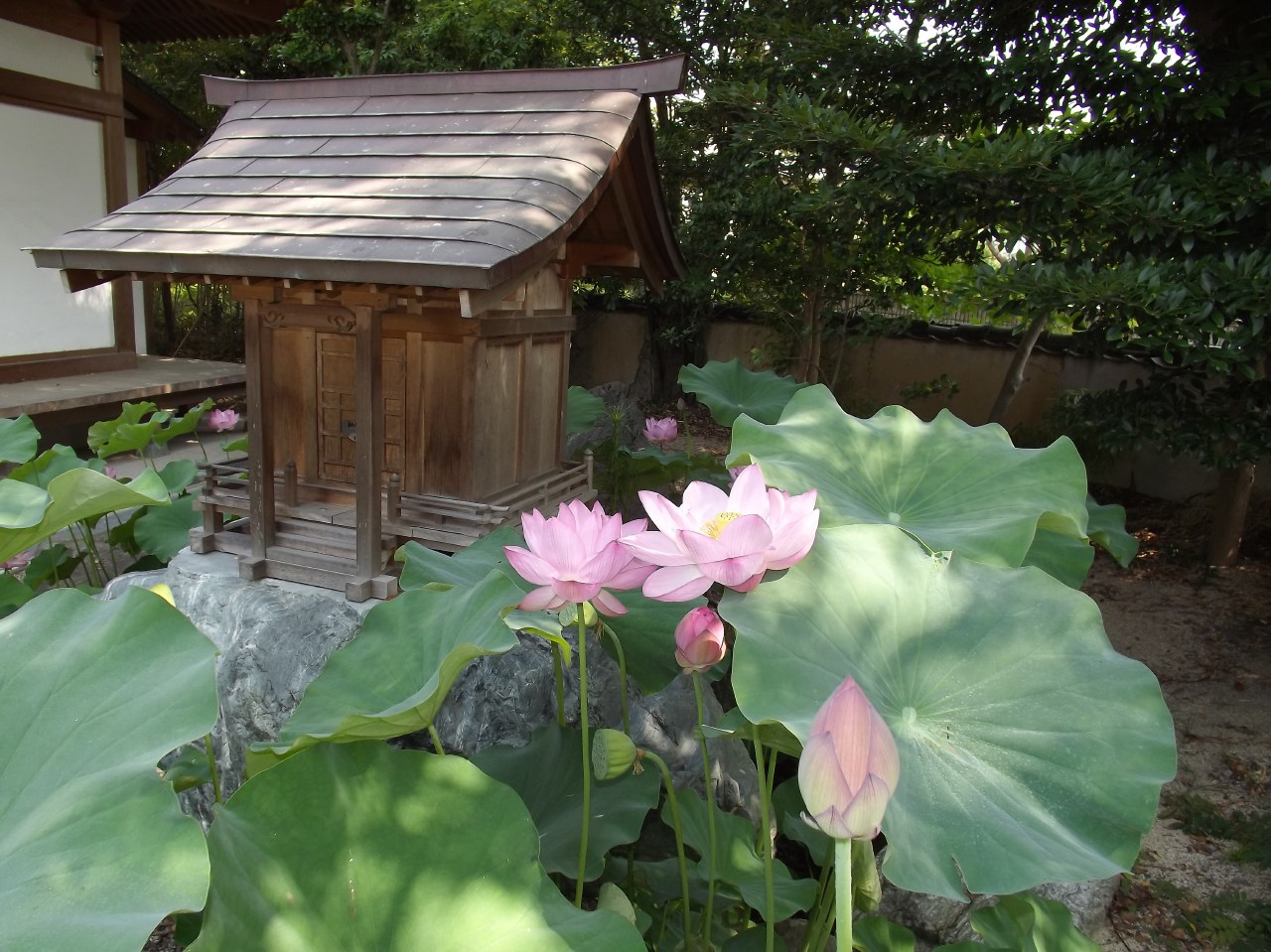
弁財天池
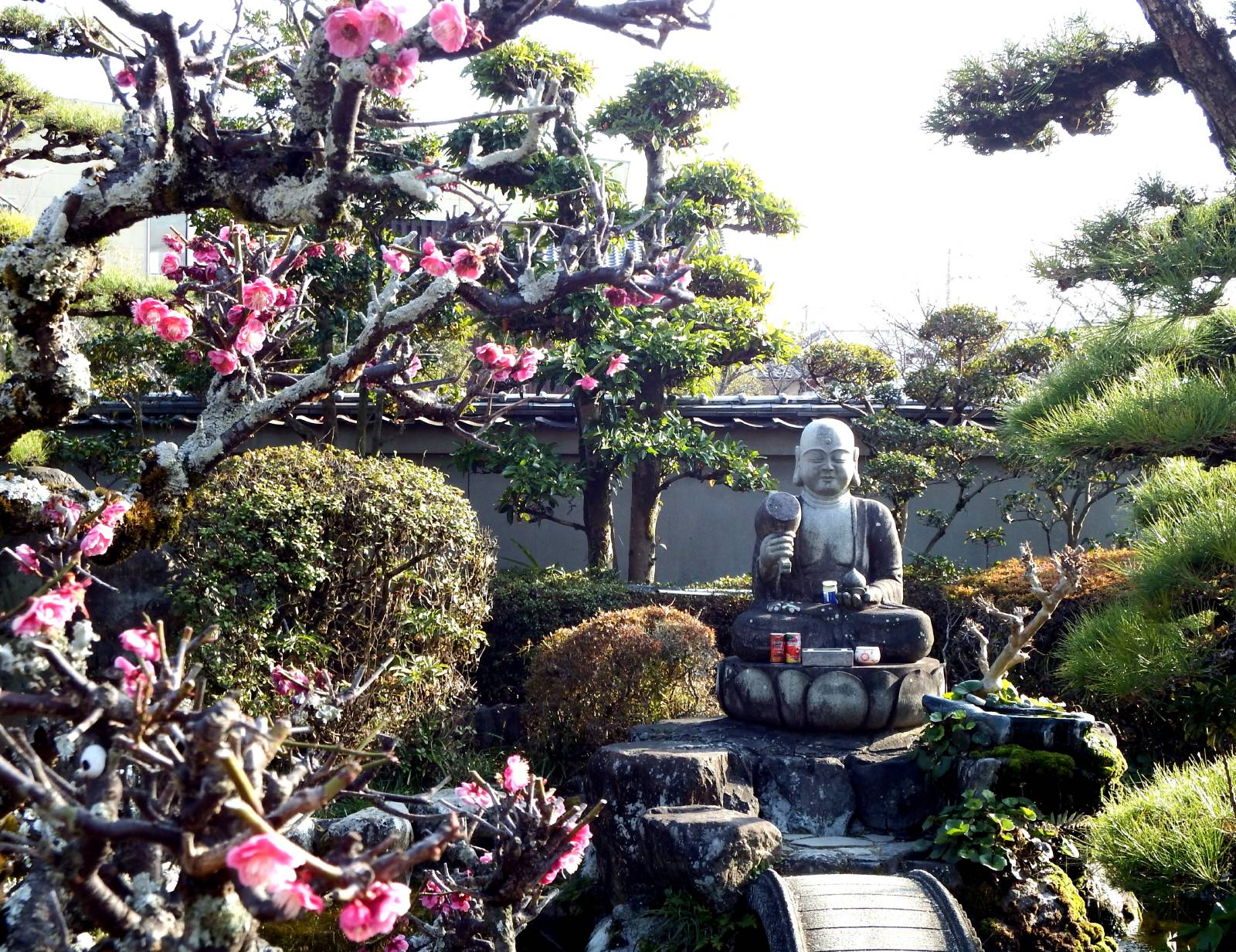
福授地蔵菩薩
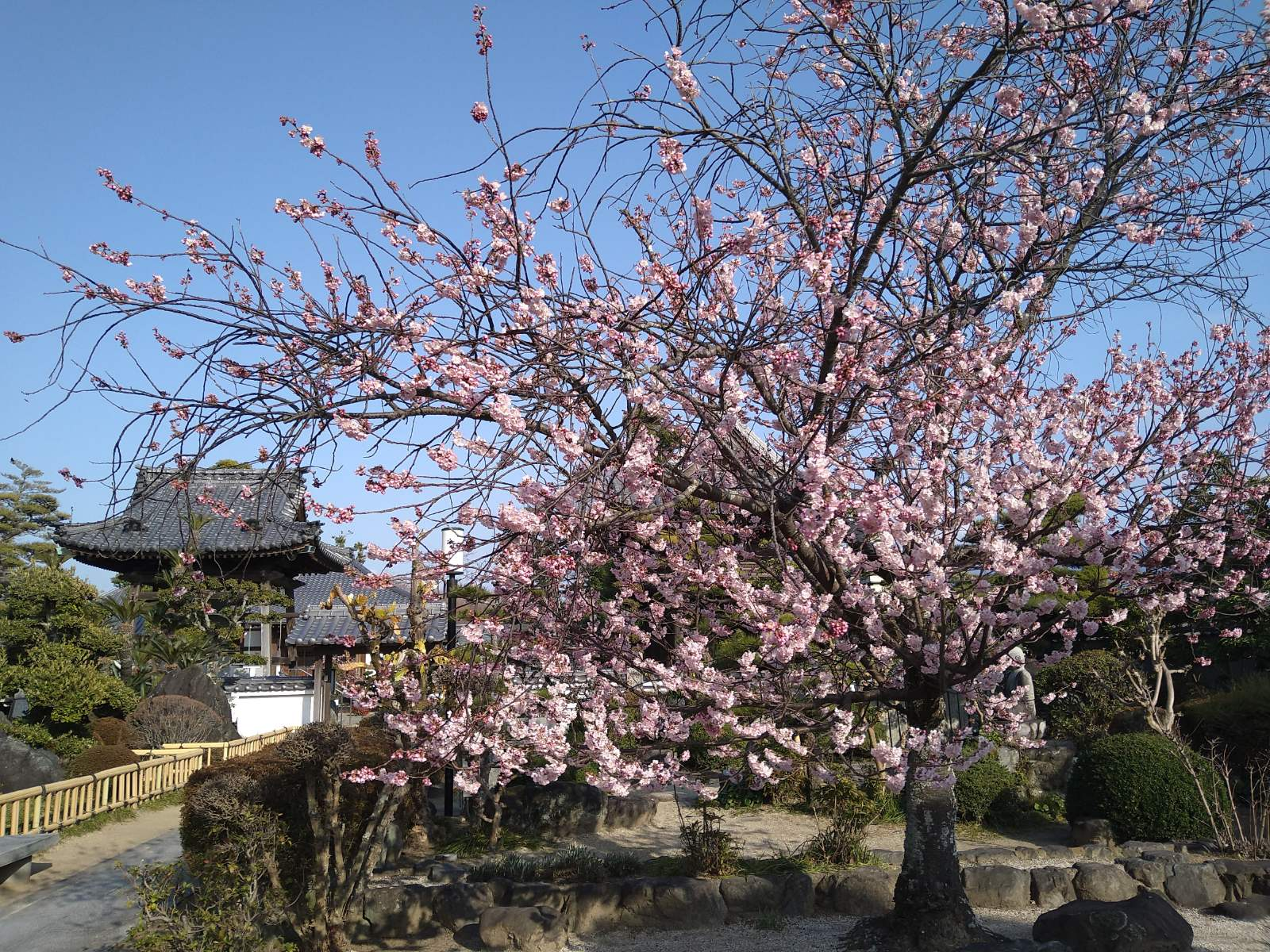
緋寒桜

## 寺宝
- 四國徧禮絵図：宝暦13年（1763年）刊行、最古の四国遍路絵図

## 交通案内
鉄道
- 伊予鉄道 横河原線 - 鷹ノ子駅 下車 (0.8 km)

バス
- 伊予鉄バス 南高井バス停

道路
- 一般道：愛媛県道40号松山東部環状線 西林寺前 (0.1 km)
- 自動車道：松山自動車道 松山IC (4.5 km)

## 奥の院

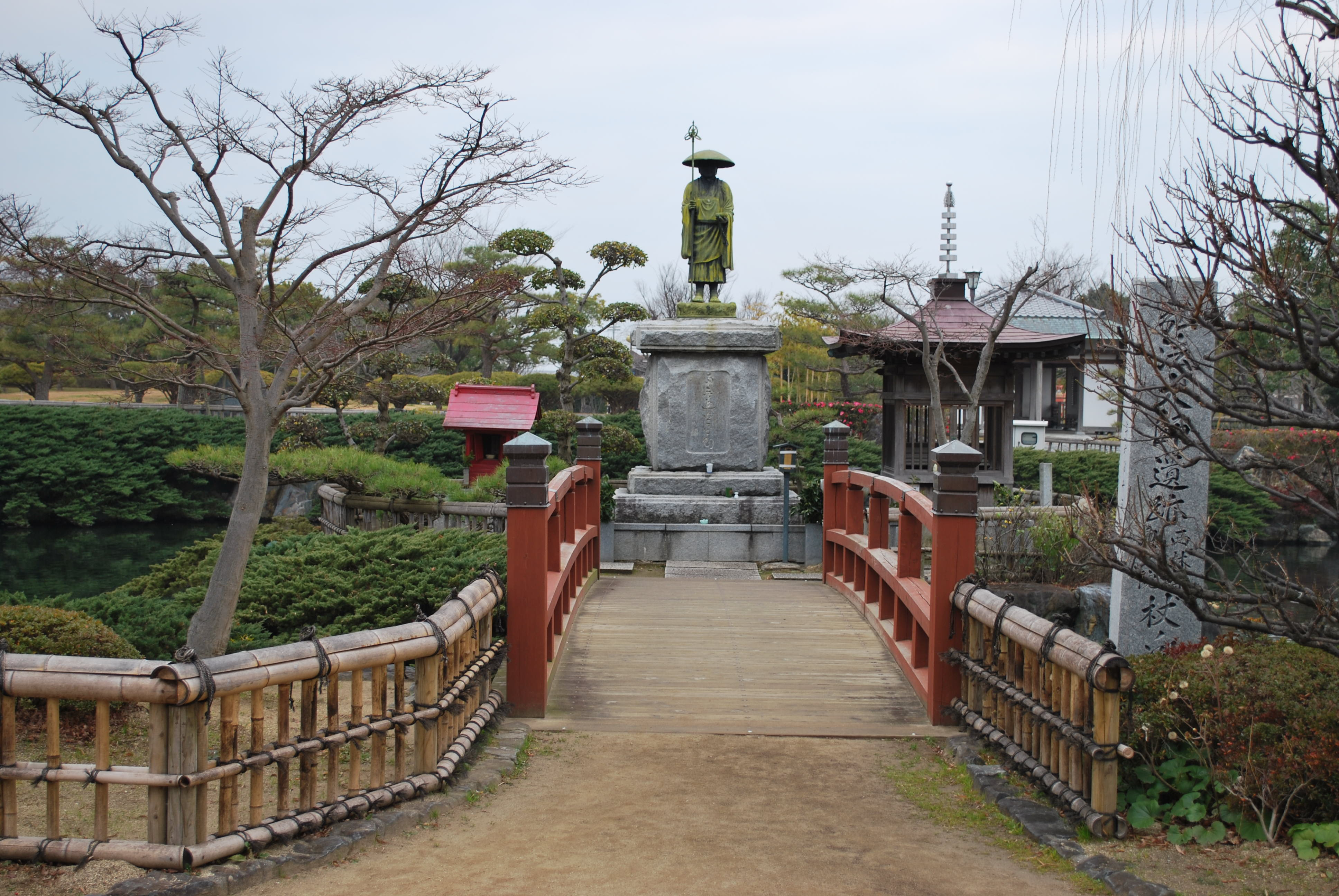
杖ノ淵
空海が渇水に苦しむ村人のため杖を突くと水脈から滾滾と清水が湧いたと云われるところ。
- 所在地：愛媛県松山市南高井町 （杖ノ淵）

## 周辺の番外霊場
札始大師堂
重信川がまだ伊予川と呼ばれていた頃、空海が巡錫のおり当地で夜になり中洲の大松のもとに露宿したが雨が降り出し大水になって身の置き場がなくなり法力で草庵を結んだ。後世その庵は小村大師堂と呼ばれた。その後、衛門三郎が悪行を詫びるため空海を探しに出る時まずこの堂に名札を附記し旅路についたと云われている。
- 所在地：愛媛県松山市小村町41 （札始大師堂）

南高井の番外大師堂
西林寺への県道から遍路道のへの分岐入口にある。願い事が叶う地蔵さまがいます。
- 所在地：〒791-1112 愛媛県松山市南高井町（南高井の番外大師堂

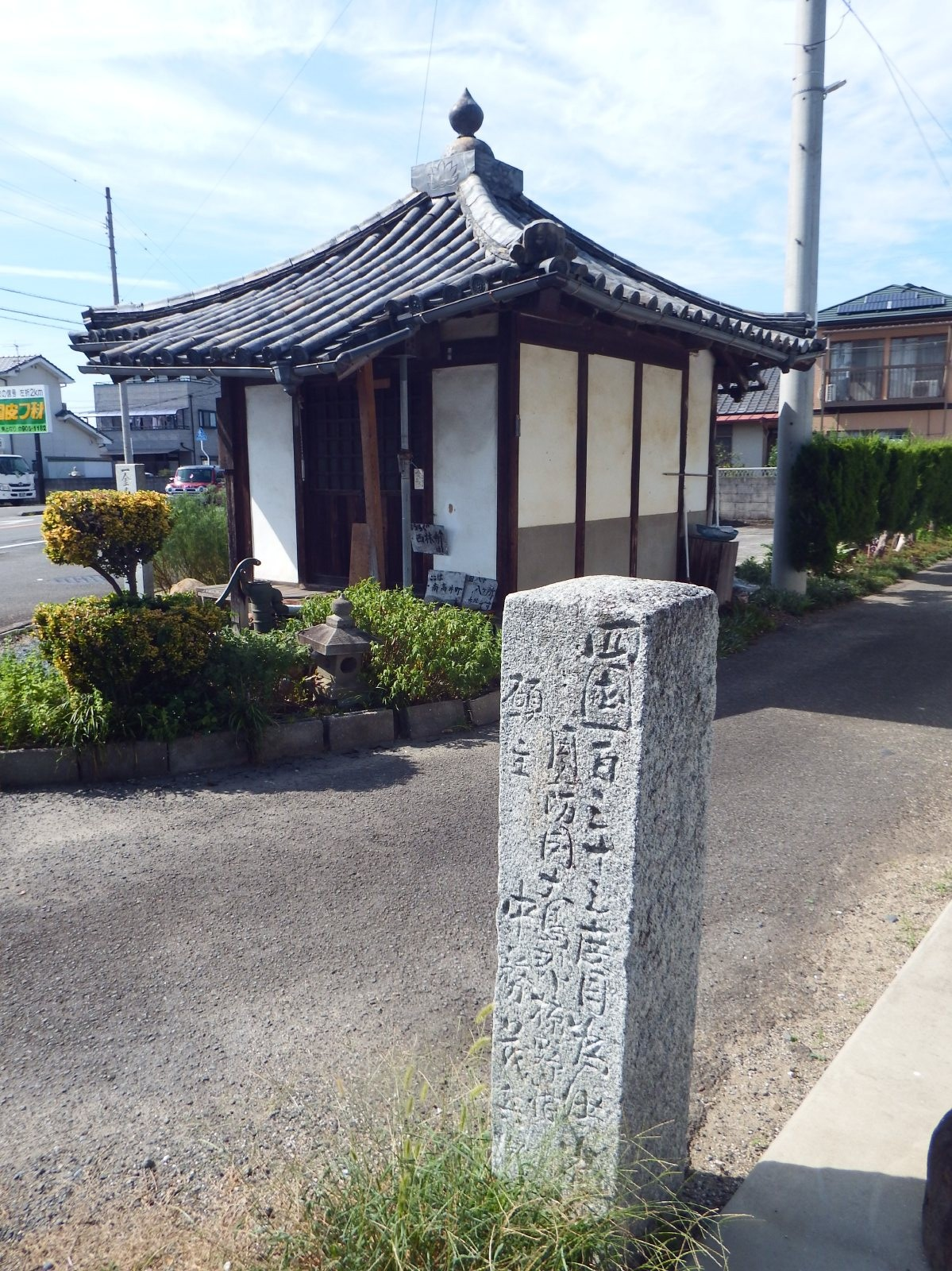
番外大師堂

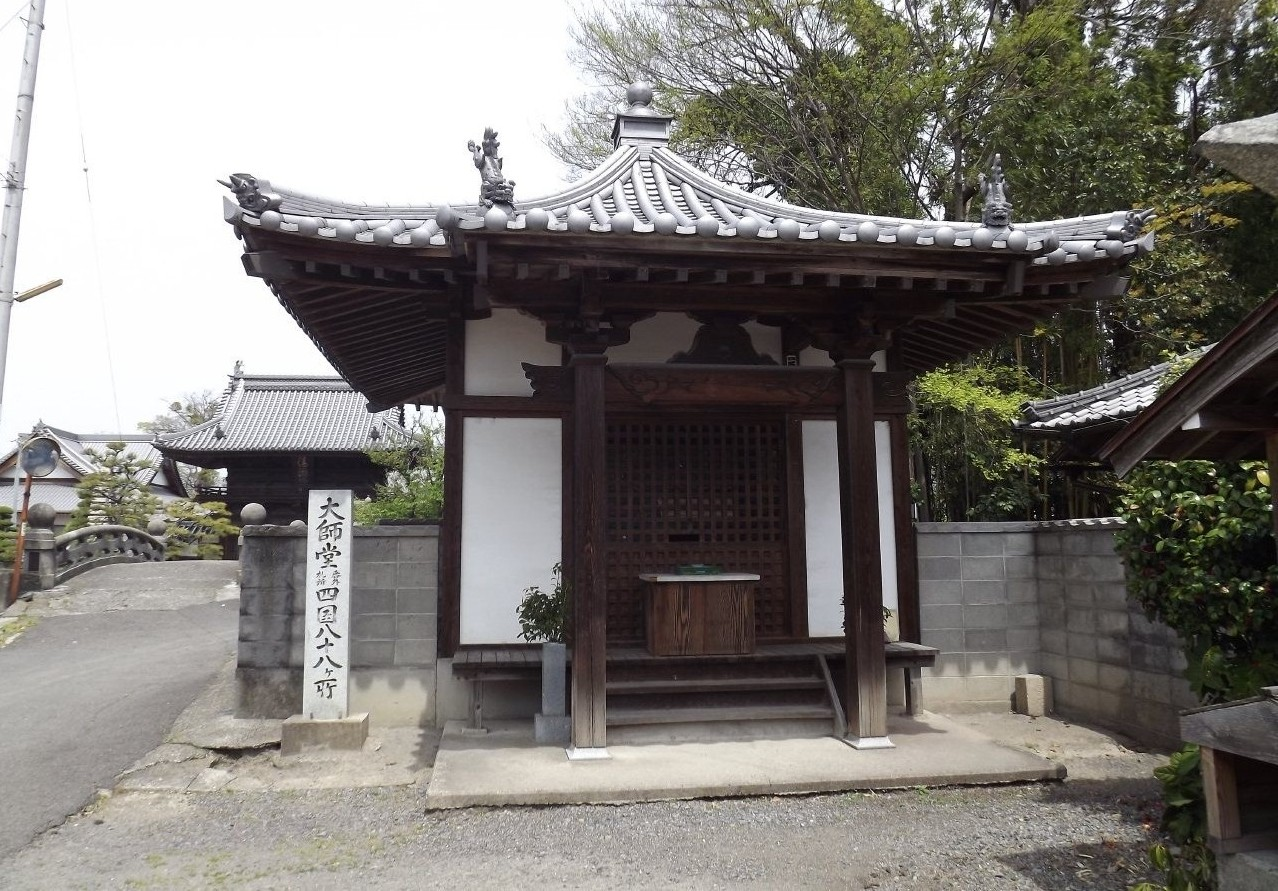
南高井大師堂

南高井大師堂（長善寺大師堂）
山門の前の橋を渡ったたもとにあり、番外札所の石碑とともに、阿弥陀如来立像と大師像を祀った小堂がある。
- 所在地：〒791-1112 愛媛県松山市南高井町680 （南高井大師堂）

## 前後の札所
四国八十八箇所
47 八坂寺 --(4.5 km)-- 48 西林寺 --(3.2 km)-- 49 浄土寺
伊予十三仏霊場
7 香積寺 -- 8 西林寺 -- 9 道音寺